# Robert Juan-Cantavella
Robert Juan-Cantavella (Almazora, Castellón, 1976) es un escritor y traductor español.

## Biografía
Robert Juan-Cantavella fue jefe de redacción de la revista de cultura Lateral, y coeditor de la revista literaria en línea The Barcelona Review. Es licenciado en Humanidades por la Universidad Jaime I de Castellón. Comenzó un doctorado en Teoría de la Literatura en la Universidad Pompeu Fabra de Barcelona, con una tesina de doctorado sobre Joan Brossa, pero nunca se doctoró. Trabaja como traductor y periodista. Imparte clases de escritura creativa en la Escola d’Escriptura del Ateneu Barcelonès.
 
Es autor de cuatro novelas, un libro de relatos, uno de poesía, uno de crónicas, y traductor de novelistas como Mathias Enard, Mathias Malzieu, Daniel Pennac o Jonathan Littell, y autores de cómic como Benoît Peeters.

## Novelas

### Y el cielo era una bestia
Novela publicada en Barcelona en 2014 por Editorial Anagrama.

Novela ambientada en un balneario de los Pirineos llamado Vulturó. Sigurd Mutt, un profesor alemán que estudió en Barcelona, regresa tras muchos años para enfrentarse a un misterio en que se mezclan la Criptozoología (el estudio de los animales ocultos) y el santo medieval Columba de Iona.

### Asesino cósmico
Novela publicada en Barcelona en 2011 por Literatura Mondadori, y en Buenos Aires en 2012 por Literatura Mondadori.

Novela de literatura fantástica inspirada en las novelas y revistas pulp y en la literatura popular española, homenaje a las denominadas "novelas de a duro". Sucede en un lugar inventado llamado Isla Meteca. Historia de ciencia ficción, que participa de otros géneros como el terror. Cuenta con la participación de Curtis Garland, que escribe uno de los 12 capítulos.

### El Dorado
Novela publicada en Barcelona en 2008 por Literatura Mondadori, , y en París en 2014 por el sello Lot 49 de la editorial Le Cherche Midi.

Ejercicio de Periodismo Gonzo, inspirado en el escritor estadounidense Hunter S. Thompson, ambientado en el año 2006 en la Comunidad Valenciana, y protagonizado por Trebor Escargot, personaje que ya había aparecido anteriormente en los libros del autor. Crítica satírica de la economía basada en la especulación inmobiliaria, y de la política valenciana y española. La novela propone el término "Periodismo Punk", vinculado al Periodismo Gonzo. Escogido mejor libro de ficción del año 2008 por la revista Quimera.

### Otro
Novela experimental publicada en Barcelona en 2001 por Laia Libros.
 
Novela con un gran peso de visualidad caligramática, próxima a la poesía de Joan Brossa y a otras novelas contemporáneas como La casa de hojas del escritor estadounidense Mark Z. Danielewski, o Double or Nothing del escritor estadounidense Raymond Federman.

## Otros libros publicados

### La Realidad. Crónicas canallas
Libro de crónicas y reportajes publicada en Barcelona en 2016 por Malpaso Ediciones.

Trata temas y autores como el Cine quinqui, el mundo de las finanzas, el de los políticos en campaña electoral, Bret Easton Ellis, David Foster Wallace,  Curis Garland, Javier Krahe o Barricada. Algunos de los textos entran directamente en la ficción, como una entrevista inventada a Mariano Rajoy; en otros, figura como autor un personaje llamado Escargot, protagonista de su novela El Dorado.

### Los sonetos
Libro de poesía publicado en Almería en 2011 por El Gaviero.

### El corazón de Julia
Novela breve escrita a cuatro manos con el escritor Óscar Gual (nacido como el autor en Almazora, también en 1976) e ilustrada por Riot Über Alles. Publicada en Barcelona en 2011 por Señor Pulpo.

Novela satírica que juega con el género de la película de zombis.

### Proust Fiction
Libro de relatos publicado en Barcelona en 2005 por la editorial Poliedro, y en París en 2011 por el sello Lot 49 de la editorial Le Cherche Midi.
 
El relato que da nombre al libro, “Proust Fiction”, protagonizado por Giacomo Marinetti (nieto del escritor futurista italiano Filippo Tommaso Marinetti), plantea la posibilidad de que el escritor francés Marcel Proust plagiase al cineasta estadounidense Quentin Tarantino.  El relato es una reflexión sobre la escritura y las influencias. Ha sido publicado en México (2004), Alemania (2007) y Serbia (2021).

## Traducciones
Blas, Isea y el Mataplanetas, Claude Ponti (Club Editor, Barcelona, 2021) 

Una vieja historia, Jonathan Littell (Galaxia Gutenberg, Barcelona, 2019)

El caso Malaussène I. Me mintieron, Daniel Pennac (Literatura Random House, Barcelona, 2018)

Brújula, Mathias Enard (Literatura Random House, Barcelona, 2016)

Diario de un vampiro en pijama, Mathias Malzieu (Reservoir Books, Barcelona, 2015)

El beso más pequeño, Mathias Malzieu (Reservoir Books, Barcelona, 2013)

Calle de los ladrones, Mathias Enard (Literatura Random House, Barcelona, 2013)

El alcohol y la nostalgia, Mathias Enard (Literatura Random House, Barcelona, 2012)

Diario de un intoxicado, Jules Boissière (Alpha Decay, Barcelona, 2011)

Habladles de batallas, de reyes y elefantes, Mathias Enard (Literatura Random House, Barcelona, 2011)

El Régent: el diamante de la revolución, Michel prince de Grèce (Viceversa, Barcelona, 2010)

Zona, Mathias Enard (La otra orilla, Barcelona 2009; Literatura Random House, Barcelona, 2016)

Un reptil por habitante, Théo Ananissoh (Alpha Decay, Barcelona 2009)

Manual del perfecto terrorista, Mathias Enard (La otra orilla, Barcelona, 2007)

## Antologías
2008. “Ertens kann mit dem Geist von Klavieren kommunizieren” (“Primero es capaz de comunicarse con el espíritu de los pianos”): Paso doble (Verlag Klaus Wagenbach, Berlín)

2008. “Barcelona Arcade”: Odio Barcelona (Melusina, Barcelona)

2007. “El deslumbrado”: Mutantes (Berenice, Córdoba)

2007. “Proust Fiction”: Crossing Barcelona (Luchterhand, Munich)

2005. “El deslumbrado”: Quijote, instrucciones de uso (e.d.a., Málaga)

2004. “Proust Fiction”: Extramares (Jorale, México DF)